# 穆雷雅各
34°05′16″N 5°10′52″W / 34.0878°N 5.1811°W
穆雷雅各（阿拉伯语：‎）是摩洛哥的城鎮，位於該國東北部，由非斯-梅克內斯大區負責管轄，是穆雷省的首府，處於非斯西北面21公里，海拔高度240米，2014年人口4,612。

## 友好城市
- 法國 艾克斯莱班